# HOT LEGS
HOT LEGS（ホット・レッグス）は、日本のロックバンドである。1991年にキングレコードよりメジャー・デビュー。

## 概要・来歴
柴山武彦、福田俊哉、佐藤秀吾、酒田烈の4人によって結成された。かつての所属事務所はケイダッシュグループの田辺音楽出版、キングレコード担当ディレクターは浅沼正人（横浜銀蝿のJohnny）であった。
1992年3月、THE虎舞竜と共に東・名・阪の3都市でカップリングライブツアーを展開。
2ndシングル「ふりしないで」のリリース前に、福田と酒田が脱退。柴山と佐藤の2人組で活動を再開する。

## メンバー
- 柴山武彦（しばやま たけひこ、1967年1月18日 - ）
  - ボーカル担当。東京都町田市出身。血液型はO型。
  - 1991年10月から翌年3月まで、NACK5『Mid Night Rock City II 柴山武彦の夜明けにつっこめ!』のラジオパーソナリティを務めた。
  - 1993年8月、シネパトス系映画『ドライビング・ハイ!』に松家明比古役で出演。南野陽子と共演した。
- 佐藤秀吾（さとう しゅうご、1967年8月25日 - ）
  - ベース担当。神奈川県相模原市出身。血液型はB型。
  - アルバム『新機動戦記ガンダムW OPERATION3』（1995年12月発売、KICA-277）の「たとえ君が微笑んでも」や、アルバム『新機動戦記ガンダムW OPERATION4』（1996年3月発売、KICA-295）の「真実を掴み取れ」で楽曲提供。
  - 城奈菜美MAXI SINGLE 『星屑たちのSOLEA/たとえ君が微笑んでも〜Re-Birth Arranged 〜』（2011年8月31日発売、PGTM- 1003）でプロデュース及び楽曲提供。
  - 2017年〜　健康家族、サントリーウェルネス、富士フイルム、カゴメなどの健康食品TVインフォマーシャル番組BGMを多数担当。

### 過去のメンバー
- 福田俊哉（ふくだ としや、1967年8月3日 - ）
  - ギター担当。神奈川県相模原市出身。血液型はA型。
  - 1995年6月発売の、『マクロス7 LET'S FIRE!! FIRE BOMBER』（VICL-573）において、「SUBMARINE STREET」で楽曲提供。
  - 2014年〜ソウルシンガー 江上潤嗣 のサポートギタリストとしてライブ出演多数。
  - 2016年、黒川昌史 とともに インスト・ユニット 「梟 -FUKURO-」を 結成。楽曲制作〜ライブ活動を精力的に展開中。
- 酒田烈（さかた あきら、1970年12月22日 - ）
  - ドラムス担当。東京都町田市出身。血液型はA型。

## タイアップ一覧
| 使用年 | 曲名                         | タイアップ                                     |
| ------ | ---------------------------- | ---------------------------------------------- |
| 1991年 | Rock'in ルート16             | TBS系『所印の車はえらい』挿入歌                |
| 1993年 | ふりしないで                 | 映画『ドライビング・ハイ!』エンディングテーマ  |
| 1993年 | Drivin' On The Midnight Road | 映画『ドライビング・ハイ!』挿入歌              |
| 1994年 | 瞳はクラクション・ブルー     | ロート製薬「ロートZi:」CMソング                |
| 1994年 | ヴァージン・ハート           | TBS系『ダチョウ舌調ナイト!』オープニングテーマ |